# Лінн-Лейк
Лінн-Лейк (англ. Lynn Lake) — містечко в Канаді, у провінції Манітоба, у межах невключеної частини переписної одиниці №23.

## Населення
За даними перепису 2016 року, містечко нараховувало 494 особи, показавши скорочення на 26,7%, порівняно з 2011-м роком. Середня густина населення становила 0,5 осіб/км².
З офіційних мов обидвома одночасно володіли 15 жителів, тільки англійською — 470, а 5 — жодною з них. Усього 75 осіб вважали рідною мовою не одну з офіційних, з них 45 — одну з корінних мов, а 5 — українську.
Працездатне населення становило 61,4% усього населення, рівень безробіття — 8,6% (23,1% серед чоловіків та 0% серед жінок). 91,4% осіб були найманими працівниками, а 5,7% — самозайнятими.
Середній дохід на особу становив $45 169 (медіана $31 520), при цьому для чоловіків — $51 292, а для жінок $41 042 (медіани — $31 040 та $31 808 відповідно).
21,1% мешканців мали закінчену шкільну освіту, не мали закінченої шкільної освіти — 33,3%, 42,1% мали післяшкільну освіту, з яких 29,2% мали диплом бакалавра, або вищий.
| Статево-вікова структура населення | Статево-вікова структура населення | Статево-вікова структура населення | Статево-вікова структура населення | Статево-вікова структура населення |
| ---------------------------------- | ---------------------------------- | ---------------------------------- | ---------------------------------- | ---------------------------------- |
|                                    |                                    |                                    |                                    |                                    |
| Всього                             | Всього                             | 48,0%52,0%                         |                                    |                                    |
| 0 — 14 років                       | 0 — 14 років                       |                                    | 27,3%                              | 27,3%                              |
| 15 — 64 років                      | 15 — 64 років                      |                                    | 59,6%                              | 59,6%                              |
| 65 і більше                        | 65 і більше                        |                                    | 13,1%                              | 13,1%                              |
| 85 і більше                        | 85 і більше                        |                                    | 1%                                 | 1%                                 |
| Середній вік (років)               | Середній вік (років)               | 37,234,4                           | 35,8                               | 35,8                               |
| Медіана (років)                    | Медіана (років)                    | 36,230,5                           | 33,4                               | 33,4                               |
| — чоловіки — жінки                 |                                    |                                    |                                    |                                    |

| Походження мешканців:     | Походження мешканців:     | Походження мешканців: | Походження мешканців: | Походження мешканців: |
| ------------------------- | ------------------------- | --------------------- | --------------------- | --------------------- |
| Походження                |                           |                       | осіб                  | %                     |
| Корінні американці        | Корінні американці        |                       | 210                   | 54.55%                |
| Інше північноамериканське | Інше північноамериканське |                       | 55                    | 14.29%                |
| Європейське               | Європейське               |                       | 220                   | 57.14%                |
| британське                | британське                |                       | 150                   | 38.96%                |
| французьке                | французьке                |                       | 30                    | 7.79%                 |
| українське                | українське                |                       | 35                    | 9.09%                 |
| Азійське                  | Азійське                  |                       | 10                    | 2.6%                  |

| Зайнятість населення за галузями (за класифікацією NOC): | Зайнятість населення за галузями (за класифікацією NOC): | Зайнятість населення за галузями (за класифікацією NOC): | Зайнятість населення за галузями (за класифікацією NOC): | Зайнятість населення за галузями (за класифікацією NOC): |
| -------------------------------------------------------- | -------------------------------------------------------- | -------------------------------------------------------- | -------------------------------------------------------- | -------------------------------------------------------- |
|                                                          |                                                          |                                                          |                                                          |                                                          |
| Управління                                               | Управління                                               |                                                          | 5,9%                                                     | 5,9%                                                     |
| Бізнес, фінанси та адміністрування                       | Бізнес, фінанси та адміністрування                       |                                                          | 17,6%                                                    | 17,6%                                                    |
| Природничі та прикладні науки                            | Природничі та прикладні науки                            |                                                          | 5,9%                                                     | 5,9%                                                     |
| Охорона здоров'я                                         | Охорона здоров'я                                         |                                                          | 11,8%                                                    | 11,8%                                                    |
| Освіта, правозахист, муніципальні та урядові служби      | Освіта, правозахист, муніципальні та урядові служби      |                                                          | 26,5%                                                    | 26,5%                                                    |
| Роздрібна торгівля та послуги                            | Роздрібна торгівля та послуги                            |                                                          | 14,7%                                                    | 14,7%                                                    |
| Гуртова торгівля, транспорт та обладнання                | Гуртова торгівля, транспорт та обладнання                |                                                          | 14,7%                                                    | 14,7%                                                    |
| Природні ресурси, сільське господарство                  | Природні ресурси, сільське господарство                  |                                                          | 5,9%                                                     | 5,9%                                                     |
| Виробництво                                              | Виробництво                                              |                                                          | 5,9%                                                     | 5,9%                                                     |

## Клімат
Місто знаходиться у зоні, котра характеризується континентальним субарктичним кліматом. Найтепліший місяць — липень із середньою температурою 16.2 °C (61.2 °F). Найхолодніший місяць — січень, із середньою температурою -24.3 °С (-11.7 °F).
| Клімат Лінн-Лейка       | Клімат Лінн-Лейка | Клімат Лінн-Лейка | Клімат Лінн-Лейка | Клімат Лінн-Лейка | Клімат Лінн-Лейка | Клімат Лінн-Лейка | Клімат Лінн-Лейка | Клімат Лінн-Лейка | Клімат Лінн-Лейка | Клімат Лінн-Лейка | Клімат Лінн-Лейка | Клімат Лінн-Лейка | Клімат Лінн-Лейка |
| Показник                | Січ.              | Лют.              | Бер.              | Квіт.             | Трав.             | Черв.             | Лип.              | Серп.             | Вер.              | Жовт.             | Лист.             | Груд.             | Рік               |
| Абсолютний максимум, °C | 7,7               | 7,5               | 12,4              | 27,4              | 31,6              | 35,2              | 33,9              | 35,3              | 29,3              | 24                | 11,4              | 5,6               | 35,3              |
| Середній максимум, °C   | −19,3             | −14,4             | −6,2              | 3,2               | 11,9              | 19,1              | 22,1              | 20,3              | 12,4              | 3,1               | −8,4              | −16,7             | 2,3               |
| Середня температура, °C | −24,3             | −20,3             | −13               | −3,1              | 5,6               | 12,9              | 16,2              | 14,7              | 7,7               | −0,6              | −12,5             | −21,4             | −3,2              |
| Середній мінімум, °C    | −29,3             | −26,1             | −19,8             | −9,4              | −0,8              | 6,6               | 10,3              | 9                 | 3                 | −4,2              | −16,5             | −26               | −8,6              |
| Абсолютний мінімум, °C  | −46,7             | −46,1             | −45,2             | −33               | −16,4             | −5,6              | 0,8               | −2,8              | −10,7             | −28,9             | −37,7             | −47,1             | −47,1             |
| Норма опадів, мм        | 20.3              | 16.3              | 19.8              | 24.1              | 37.3              | 61.8              | 85.4              | 68.8              | 61                | 37.6              | 26.8              | 18.8              | 477.9             |
| Днів з опадами          | 11,2              | 10,1              | 8,9               | 7,9               | 9,4               | 11,8              | 14,1              | 13,6              | 13,6              | 13,5              | 13,4              | 11,9              | 139,3             |
| Днів з дощем            | 0,2               | 0,1               | 0,5               | 2,9               | 7,1               | 11,5              | 14,5              | 14,3              | 12,8              | 5,3               | 0,5               | 0,1               | 69,7              |
| Днів зі снігом          | 11,5              | 10,7              | 8,9               | 6,3               | 2,9               | 0,5               | 0                 | 0,1               | 1,8               | 9,8               | 13,7              | 12,3              | 78,5              |
| Вологість повітря, %    | 76                | 75                | 75                | 73                | 66                | 67                | 75                | 78                | 80                | 82                | 81                | 78                | 76                |
| ----------------------- | ----------------- | ----------------- | ----------------- | ----------------- | ----------------- | ----------------- | ----------------- | ----------------- | ----------------- | ----------------- | ----------------- | ----------------- | ----------------- |
| Джерело: Weatherbase    |                   |                   |                   |                   |                   |                   |                   |                   |                   |                   |                   |                   |                   |